# Rudolph Marcus
Rudolph "Rudy" Arthur Marcus (Mont-real, Quebec, 21 de juliol de 1923) és un químic i professor universitari quebequès nacionalitzat estatunidenc, guardonat amb el Premi Nobel de Química l'any 1992.
Va estudiar química a la Universitat McGill, on es graduà el 1943 i doctorà el 1946. Posteriorment es va dedicar a la docència entre els anys 1956 i 1965 a l'Institut Politècnic de Brooklyn, a la ciutat de Nova York, entre 1965 i 1978 a la Universitat d'Illinois i posteriorment a l'Institut Tecnològic de Califòrnia. L'any 1958 li fou concedida la nacionalitat nord-americana.
A finals de la dècada del 1950 i principis de la del 1960 va formular la seva teoria sobre les reaccions d'oxidació reducció. Els seus estudis sobre les reaccions unimoleculars i l'estat de transició i col·lisió li permeté elaborar l'any 1952 la Teoria RRKM, ampliació de l'antecessora Teoria RRK elaborada per Oscar Knefler Rice, Herman Carl Ramsperger i L.S. Kassel els anys 1927 i 1928.
L'any 1992 fou guardonat amb el Premi Nobel de Química «per la seva contribució a la teoria de les reaccions de transferència electrònica en els sistemes químics».